# Курбанов, Абдусамад Шахбанович
Абдусама́д Шахба́нович Курба́нов (1900, с. Урахи — 1999, Москва) — советский и российский геолог, доктор геолого-минералогических наук, профессор. Заслуженный геолог РСФСР, заслуженный деятель науки РСФСР, Украинской ССР и Дагестанской АССР. Участник Великой Отечественной войны, инженер-полковник. Заместитель директора НИГРИЗолото МВД СССР (1937—1948). Почётный разведчик недр СССР.

## Биография
Родился в селе Урахи Даргинского округа в 1900 году Дагестанской области Российской империи.
В 1927 году окончил Темир-Хан-Шуринское реальное училище, после чего работал заместителем начальника почты Даргинского округа. Далее окончил рабфак в Москве.
В 1931 году окончил Московскую горную академию. Работал на Кавказе геологоразведчиком Главного управления промышленности цветных металлов и золотоплатиновой промышленности.
С 1931 по 1935 г.г — Директор Дагестанской геолого-разведывательной базы.
С 1935 по 1938 г.г — Руководитель научно-исследовательской работы во Всесоюзном институте минерального сырья (ВИМС).
С 1938 по 1940 г.г — Управляющий треста «Орджоникидзе — Золото» в Нальчике, затем в Карачаевске.
с 1936 по 1938 г.г — Главный инженер, начальник производственно-технического отдела, начальник отдела минеральных ресурсов Всесоюзного Государственного треста по разведке золота и платины.
С 1937 по 1948 г.г — Заместитель директора Центрального научно-исследовательский геологоразведочного института цветных и благородных металлов (Золоторазведка) Главного управления золотоплатиновой промышленности Наркомцветмета СССР (1940—1946), Главного управления золотоплатиновой промышленности Минцветмета СССР (1946), Специального главного управления МВД СССР (1946—1950).
С 1946 по 1955 г.г — Секретарь парткома НИГРИЗолото МВД СССР, далее НИГРИЗолото Министерства цветной металлургии СССР.
Во время Великой Отечественной войны, в 1943 г. назначен руководителем спецоперации Верховного совета СССР по эвакуации золота на восток страны.
С 1948 по 1955 г.г — Начальник отдела Министерства геологии СССР.
Золото было успешно эвакуировано, за что он был награждён в 1946 году Председателем Президиума Верховного совета СССР Шверником Орденом Трудового Красного Знамени.
Участник Великой Отечественной войны, инженер-полковник. Награждён орденами Отечественной войны 1 степени, Красной Звезды, тремя Трудового Красного Знамени, тремя «Знак Почёта» и медалью «За отвагу».
После ВОВ проживал в Москве. Работал профессором в институтах проблем геотермии и др. Скончался в глубокой старости, в возрасте 99 лет.

## Награды
- Заслуженный деятель науки РСФСР
- Заслуженный геолог РСФСР.
- Заслуженный деятель науки Украинской ССР.
- Заслуженный деятель науки Дагестанской АССР.
- три ордена Трудового Красного Знамени
- три ордена Знак Почёта
- Орден Красной Звезды.
- Орден Отечественной войны 1 степени.
- Медаль «За отвагу»